# مايكل فلين
مايكل فلين (أو مايكل تي فلين (بالإنجليزية: Michael T. Flynn)‏) (ديسمبر 1958) جنرال أمريكي متقاعد، ومستشار الأمن القومي الأمريكي السابق في إدارة الرئيس الأمريكي دونالد ترامب. ولد في ديسمبر 1958. وشغل مناصب عسكرية عديدة، كان آخرها منصب رئيس وكالة استخبارات الدفاع منذ يوليو 2012، وحتى 2014. عمل فلين في الجيش الأمريكي سابقًا، وحصل على رتبة جنرال (3 نجوم). كما قام بدور استخباراتي رفيع في حرب العراق، وحرب أفغانستان. طُرح اسمه ضمن الأسماء المرشحة للفوز بمنصب نائب الرئيس في حملة المرشح الجمهوري دونالد ترامب، ولكن ترامب اختار مايك بنس بدلًا منه. وبعد فوز ترامب في الانتخابات الرئاسية الأمريكية 2016؛ اختاره في 18 نوفمبر 2016 ليكون مستشارًا للأمن القومي القادم.

## استقالته
في 20 يناير 2017 إستلم مهامه كمستشار للأمن القومي ولكن في 13 فبراير 2017 أعلن البيت الأبيض استقالة مايكل فلين، مستشار الأمن القومي للرئيس الأمريكي دونالد ترامب، بعد فضيحة اتصالات مع روسيا وأتهم فلين بمناقشة موضوع العقوبات الأمريكية مع السفير الروسي في الولايات المتحدة قبيل تولي ترامب مهام الرئاسة أفادت تقارير بأنه قد ضلل مسؤولين أمريكيين بشأن محادثته تلك مع السفير الروسي.